# Fayetteville (Géorgie)
Pour les articles homonymes, voir Fayetteville.
La ville de Fayetteville est le siège du comté de Fayette, en Géorgie, aux États-Unis. Elle comptait 15 945 habitants en 2010.

## Démographie
| 1880 | 1890 | 1900 | 1910 | 1920 | 1930 |
| ---- | ---- | ---- | ---- | ---- | ---- |
| 138  | 380  | 430  | 709  | 952  | 796  |

| 1940 | 1950  | 1960  | 1970  | 1980  | 1990  |
| ---- | ----- | ----- | ----- | ----- | ----- |
| 832  | 1 032 | 1 389 | 2 160 | 2 715 | 5 827 |

| 2000   | 2010   | 2020   | - | - | - |
| ------ | ------ | ------ | - | - | - |
| 11 148 | 15 945 | 18 957 | - | - | - |

## Studios de cinéma
Dès 2014, la ville accueille les Pinewood Atlanta Studios, propriété du Pinewood Group. Ils sont ensuite rebaptisés Trilith Studios en 2020.

## Personnalités
- Niko Goodrum (1992-), joueur américain de baseball né à Fayetteville.